# Vilko Luncer
Vilko Luncer, prije Lunczer (Zagreb, 6. lipnja 1933. – Zagreb, 9. srpnja 2014.), hrvatski sportski novinar i sportaš, društveno-politički radnik.

## Životopis
Vilko Luncer rodio se u obitelji Vilima Lunczera i židovke Lili Kraus rođene Herman (nečakinje slikara Oskara Hermana). 
U Zagrebu je preživio Drugi svjetski rat skrivajući se od Ustaša, te kasnije završio realnu gimnaziju. Njegov djed Vilim imao je titulu baruna Lunczera od Lumnitza.

## Novinarska profesija
Sportskim se novinarstvom počeo baviti 1951. kao vanjski suradnik Narodnog sporta, iz kojega su nastale Sportske novosti. Stalnim članom redakcije postao je 1954. godine. Od 1975. do 1984. bio je jedan od čelnika Vjesnikove novinske kuće (direktor Izdavačke djelatnosti NIŠPRO Vjesnik, te direktor radne organizacije), da bi od 1984. do 1991. bio glavnim i odgovornim urednikom Sportskih novosti. Od godine 1991. bio je u mirovini.
Tijekom novinarske karijere izvješćivao je s dvaju ljetnih olimpijskih igara (Ciudad de México, 1968. i München, 1972.), te s pet zimskih olimpijskih igara (Sapporo, 1972.; Innsbruck, 1976.; Lake Placid, 1980.; Sarajevo, 1984. i Calgary, 1988.). Uz to je izvještavao s brojnih svjetskih i europskih prvenstava u atletici, alpskom skijanju, alpinizmu, hokeju na ledu, stolnom tenisu, tenisu i biciklizmu. Pisao je i o sociologiji sporta te o olimpijskom pokretu. Godine 1994. primio je nagradu za životno djelo Hrvatskog zbora sportskih novinara. Bio je atletičar, atletski sudac i trener, a 1990. voditelj press-službe na Europskom prvenstvu u atletici u Splitu.

## Politički rad
Bio je društveno-politički aktivan. Između ostaloga, bio je sekretar Tvorničkoga komiteta organizacije Saveza komunista Hrvatske u NIŠP-u Vjesnik (1973. – 1975.), član Predsjedništva Gradskog komiteta SKH Zagreba (1975. – 1978.), te član Gradske konferencije SKH (1978. – 1980.), kao i na drugim dužnostima. Bio je glavnim tajnikom Socijalno-demokratske unije Hrvatske, te zamjenikom predsjednika SDU-a.

## Odlikovanje i nagrade
Odlikovan je Ordenom zasluga za narod za srebrnim zrakama, te je dobitnikom Nagrade za životno djelo SFK Hrvatske »Milan Milanović« (1978.), a i pojedinačnih nagrada za izvještavanje s velikih sportskih natjecanja u atletici, skijanju i hokeju na ledu. Primio je Zlatnu plaketu Sportskih novosti (1985.), Zlatnu značku SFK Hrvatske, te Zlatnu značku Atletskoga saveza Jugoslavije.
Supruga Olga Šikovec-Luncer bila je vrlo uspješna atletičarka, višestruka prvakinja i rekorderka 60-tih godina prošlog stoljeća u Socijalističkoj Federativnoj Republici Jugoslaviji. Radila je kao službenica.
Njihov sin jedinac, Bojan Luncer, bio je od 2002. do 2008. utemeljiteljem te prvim predsjednikom uprave njemačkoga trgovačkog lanca Lidl u Hrvatskoj a od 2009. do 2017. član njegove međunarodne uprave u Njemačkoj.
Vilko Luncer preminuo je 9. srpnja 2014. te je pokopan u obiteljskoj grobnici u židovskom dijelu arkada na Mirogoju.